# Hermann Müller (botanikus)
Hermann Müller (Tägerwilen, Thurgau kanton, 1850. október 21. – Wädenswil, Zürich kanton, 1927. január 18.) svájci botanikus és borász. Botanikai szakmunkákban nevének rövidítése: „ Müll-Thurg.”.
Nevéhez fűződik a Müller-Thurgau, vagy más néven rizlingszilváni szőlőfajta létrehozása. A Stein am Rheini reáliskolában tanított, majd a zürichi EHT hallgatója lett. 1872-től a Würzburgi Egyetem Botanikai Intézetében tanult Julius Sachsnál. Több mint 300 publikációt írt. Tagja volt a Svájci Alpok klubnak.

## Válogatott írásai
- Über Zuckeranhäufung an Pflanzenteilen in Folge niederer Temperatur (1882)
- Edelfäule der Trauben (1887)
- Über das Gefrieren und Erfrieren der Pflanzen (1879)
- Die Herstellung unvergorener und alkoholfreier Obst- und Traubenweine (1896)
- Abhängigkeit der Entwicklung der Traubenbeeren von der Entwicklung der Samen (1897)
- Der Rote Brenner des Weinstockes (1903)
- Bakterienblasen (Bacteriocysten) (1908)
- Bakterien im Wein (1913)